# Monte Roncalla
Il Monte Roncalla è una vetta dell'Appennino Ligure alta 1685 m s.l.m.. 

## Descrizione
La montagna è pPosta tra le valli del Nure e dell'Aveto, lungo la sua dorsale sommitale decorre il confine amministrativo tra le province di Piacenza e di Genova. Assieme al Monte Maggiorasca, al Monte Bue, al Monte Nero costituisce una delle vette principali del Gruppo del Maggiorasca, il comprensorio più elevato dell'Appennino Ligure. La sua prominenza topografica è di 103 metri.